# Astrid Saalbachová
Astrid Saalbachová (* 29. listopadu 1955,  Søborg, Dánsko) je dánská spisovatelka a dramatička.

## Život
Vyrůstala v dánském městě Helsingør. V roce 1975 maturovala na tamním gymnáziu a poté začala studovat na Státní divadelní škole (Statens Teaterskole), kterou dokončila v roce 1978 a následujících sedm let se živila herectvím. Jejím manželem je klavírista a varhaník Jens Kaas Rasmussen, se kterým má dva syny.

## Tvorba
Jako dramatička debutovala v roce 1981 rozhlasovou hrou Stopy v písku (Spor i sandet), za kterou obdržela Severskou cenu pro rozhlasové hry (Nordisk Radiospilspris). Poté napsala další dvě rozhlasové hry a dvě hry pro televizi. V roce 1985 jí vyšla sbírka povídek Tvář měsíce (Månens ansigt). Následující rok napsala první divadelní hry Neviditelné město (Den usynlige by) a Taneční hodina (Dansetimen), která byla přeložena do češtiny hned v roce 1987. Svůj první román, Zapomenutý les (Den glemte skov), publikovala v roce 1988. Zabývá se v něm složitým vztahem mezi matkou a dcerou, stejně jako ve svém druhém románu Země nepřátel (Fjendens land, 1994).
V letech 1992–1995 byla zaměstnaná jako dramatička divadla v Århusu.
Její hry jsou překládány do mnoha jazyků, oblíbené jsou zejména ve východní Evropě (Polsko, Maďarsko, Česko, Slovensko a další). V zahraničí se řadí její hry k nejhranějším dánským hrám, zřejmě díky aktuálním tématům, která si vybírá, hovorovému jazyku, prolínání snu a reality a experimentování s novými dramatickými prvky.
V roce 2004 obdržela za svou tvorbu prestižní cenu Nordisk Dramatikerpris a od roku 2011 je členkou Dánské akademie, která uděluje literární ceny.

## Dramatická tvorba
Dánský dramaturg Jesper Bergmann hodnotí hry Astrid Saalbachové jako kritické k západní civilizaci. Autorka se v nich zabývá převážně tématy, jež přináší dnešní zrychlená a globalizovaná doba. V její tvorbě se tak objevují motivy strachu z neznámého a obav ze změn, mezilidských vztahů, osamělosti a izolace, nutkání k opakování stejných chyb, otázka smrti a odumírání, či strach ze ztráty lásky bližních.
Postavy a témata svých her se Saalbachová snaží vždy ukázat co nejkomplexněji. Často se můžeme setkat s drobnou událostí, která zcela nečekaně změní život a svět postavy. Důraz klade autorka na jasný a hovorový jazyk s citem pro ironický dialog.
Její tvorba se navíc vyznačuje experimentálními rysy jako jsou atypická práce s různými časovými rovinami či zařazování snových a symbolických prvků.
Jedním z témat, ke kterým se Saalbachová v různých rovinách stále vrací, je apokalyptická vize světa v budoucnosti, viz například hra Požehnané dítě (Det velsignede barn).
Zdánlivě nesourodé dramatické postupy svých her stmeluje pomocí průzračného situačního humoru.